# Frederik Willems
Frederik Willems (Eeklo, 8 de setembre del 1979) és un ciclista professional belga, professional des del 2001 al 2015.
Les seves principals victòries són, fins al moment, l'Étoile de Bessèges de 2006 i els Tres Dies de La Panne de 2009.
Un cop retirat s'ha dedicat a la direcció esportiva.

## Palmarès
- 2000
  - Vencedor d'una etapa del Triptyque des Barrages
- 2001
  - 1r a la Seraing-Aken-Seraing
- 2002
  - Vencedor d'una etapa de la Volta a Cuba
- 2003
  - 1r al GP Alphonse Schepers
- 2006
  - 1r a l'Étoile de Bessèges i vencedor d'una etapa
  - Vencedor d'una etapa del Ster Elektrotoer
  - Vencedor d'una etapa de la Volta a la Gran Bretanya
- 2009
  - 1r als Tres Dies de La Panne

### Resultats al Tour de França
- 2007. 73è de la classificació general
- 2008. 113è de la classificació general
- 2009. 86è de la classificació general
- 2011. Abandona (9a etapa)
- 2013. 163è de la classificació general

### Resultats a la Volta a Espanya
- 2010. 88è de la classificació general
- 2012. 142è de la classificació general

### Resultats al Giro d'Itàlia
- 2013. 117è de la classificació general